# Красовский, Александр Фёдорович (архитектор)
Красовский, Александр Фёдорович (11 июля 1848, село Щемиловка близ Санкт-Петербурга —17 декабря 1918, Старожилово, Рязанская губерния) — русский архитектор периода историзма. Работал в Санкт-Петербурге, Москве и других городах Российской империи. Академик Императорской академии художеств.

## Биография
Красовский родился 11 (24) июля 1848 года в семье Фёдора Ивановича Красовского в деревне Щемиловке под Петербургом. Его отец, происходивший из крестьян, работал живописцем на Императорском фарфоровом заводе.
В 1865—1870 годах Александр Красовский учился в Московском Училище живописи, ваяния и зодчества. Ещё будучи учеником, за свои работы был награждён малой и большой серебряными медалями. В 1872 году в Императорской Академии художеств получил звание классного художника 2-й степени за «проект каменного крытого с железными стропилами рынка для съестных припасов», а через десять лет — 1-й степени за «проект театра на 2000 человек в столичном городе на открытой площади».
В 1885 году был удостоен звания академика архитектуры. С 1891 года служил техником Санкт-Петербургского дворцового управления. Вторым браком был женат на внучке известного поэта и литературного критика Аполлона Григорьева.
А. Ф. Красовский дружил с великим русским химиком Д. И. Менделеевым. Дочь Красовского Ольга Александровна вспоминала о портрете учёного, который висел в гостиной дома на Малой Дворянской улице (позже портрет был утрачен), и был подарен Красовскому Менделеевым, с надписью: «Дорогому Александру Федоровичу».
Скончался 17 декабря 1918 года в Старожилове и был похоронен рядом с домовой церковью фон Дервизов (по другим сведениям, вероятно, ошибочным, если принимать во внимание воспоминания дочери архитектора Ольги — в 1923 году).

## Семья
По материалам Санкт-Петербургского Митрофаниевского союза.
- Отец — Фёдор Иванович Красовский (1820—1863) — крестьянин государственных имуществ из Подмосковья, сын крепостного мастера-живописца по фарфору на фарфоровом заводе Попова. В 1835 году Фёдор поступил на петербургский фарфоровый завод братьев Корниловых подмастерьем, а в 1839 году — живописцем на Императорский фарфоровый завод. Администрация завода отметила мастера: «работа его отличалась особенным художническим искусством, оставаясь до сего времени от всех других сего рода живописцев отличною». В 1861 году Академией Художеств «Ф. И. Красовскому дано звание свободного художника живописи цветов и плодов (на фарфоре) за „Букет весенних цветов“, писанный на полотне масляными красками». Похоронен на Фарфоровском кладбище.
- Мать — Лукерья. Похоронена на Фарфоровском кладбище.
- Первая жена — Мария Александровна Денисова, дочь мастера Фарфорового завода. Скончалась в 1896 году. В браке с Красовским А. Ф. родила девятерых детей (дочерей и сыновей), из них четверо умерли во младенчестве — Александр, Владимир, Алексей и Михаил, и похоронены на Фарфоровском кладбище.
- Вторая жена — Надежда Александровна (урожд. Григорьева), внучка поэта Аполлона Григорьева, родила архитектору дочь Ольгу.
  - Дочь — Ольга Александровна Гутан[5] (по мужу) — автор «Записок об отце», написанных в 1970-1980 годах.
  - Внук — Александр Сергеевич Гутан[6].

## Творчество
В 1870—1910 годах Красовский выполнял масштабные проектные и строительные работы в Петербурге, Москве и других городах Российской империи. В 1893—1898 годах А. Ф. Красовский был архитектором Зимнего дворца, провёл значительные реставрационные и ремонтные работы Висячего сада и Эрмитажного театра (1894—1897), заново оформил ряд интерьеров, в том числе Малую Столовую в стиле «четвёртого рококо» (зал № 188), разрушив при этом «Помпейскую столовую», созданную А. П. Брюлловым в 1836—1839 годах («помпейский стиль» к тому времени вышел из моды).
По проектам А. Ф. Красовского в Петербурге возводили доходные жилые дома, среди них одни из лучших — на Адмиралтейской наб., 10; особняк П. П. Дервиза (Английская наб., 28); дом К. М. Полежаева на (Герцена ул., 57); гостиница «Демут» (Мойки наб., 40); здание Высших (Бестужевских) женских курсов (10-я линия В. О., 33-35), а также здания училищ и дома другого назначения, например, церковь Сошествия Святого Духа на Фарфоровском кладбище (1902—1912, не сохранилась).
Красовский работал в разных неостилях, свойственных архитектуре периода историзма и эклектики. Помимо Малой Столовой в Зимнем дворце им была создана «Готическая библиотека» Николая II (1894—1895); мебель с «готической резьбой» выполняла фирма Р. Ф. Мельцера. Многоквартирные дома по заказам частных владельцев Красовский оформлял в стилях необарокко и неоренессанса.

## Галерея

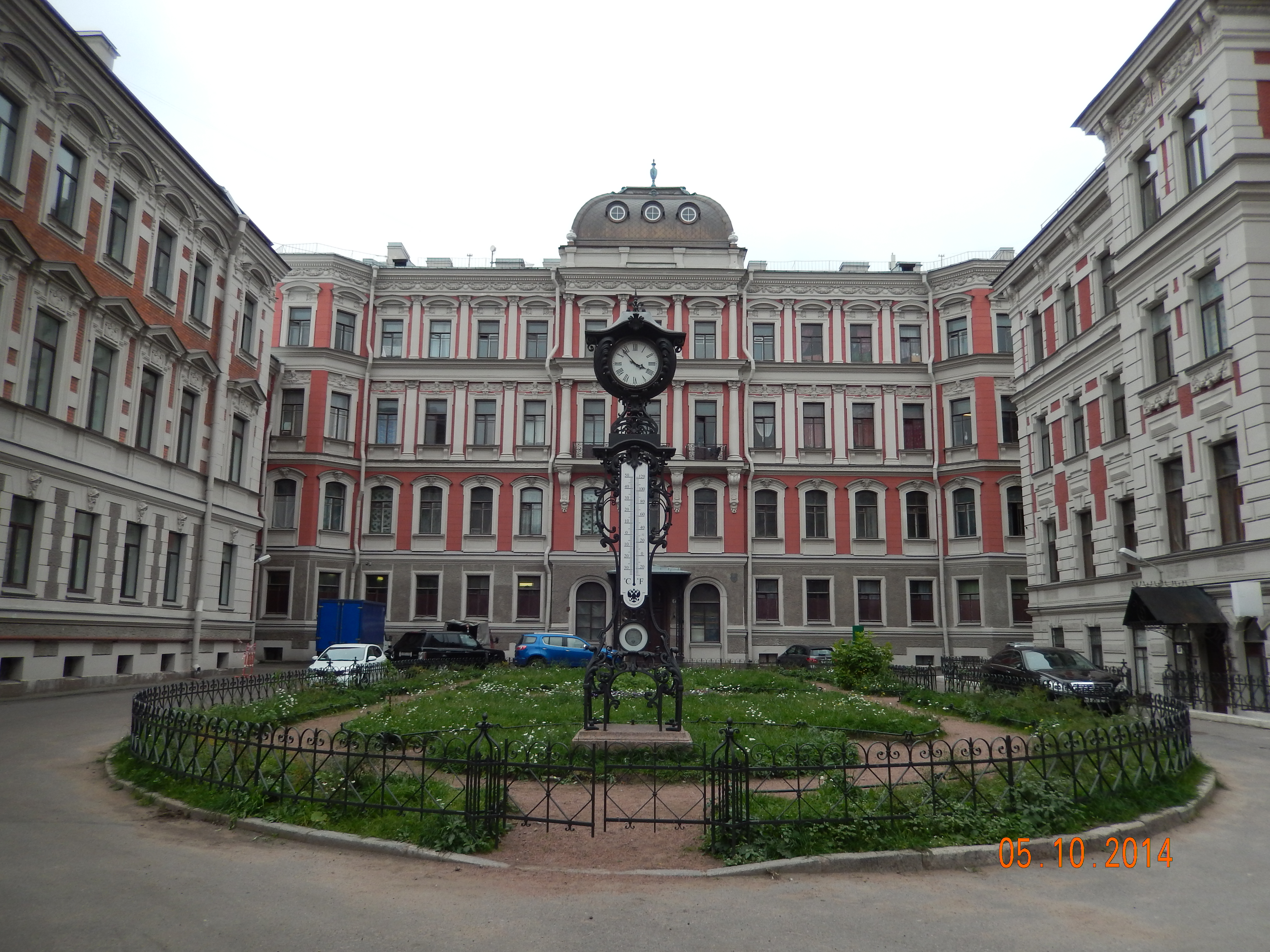
Дом страхового общества «Россия». 1882. Санкт-Петербург, Моховая улица, 27–29
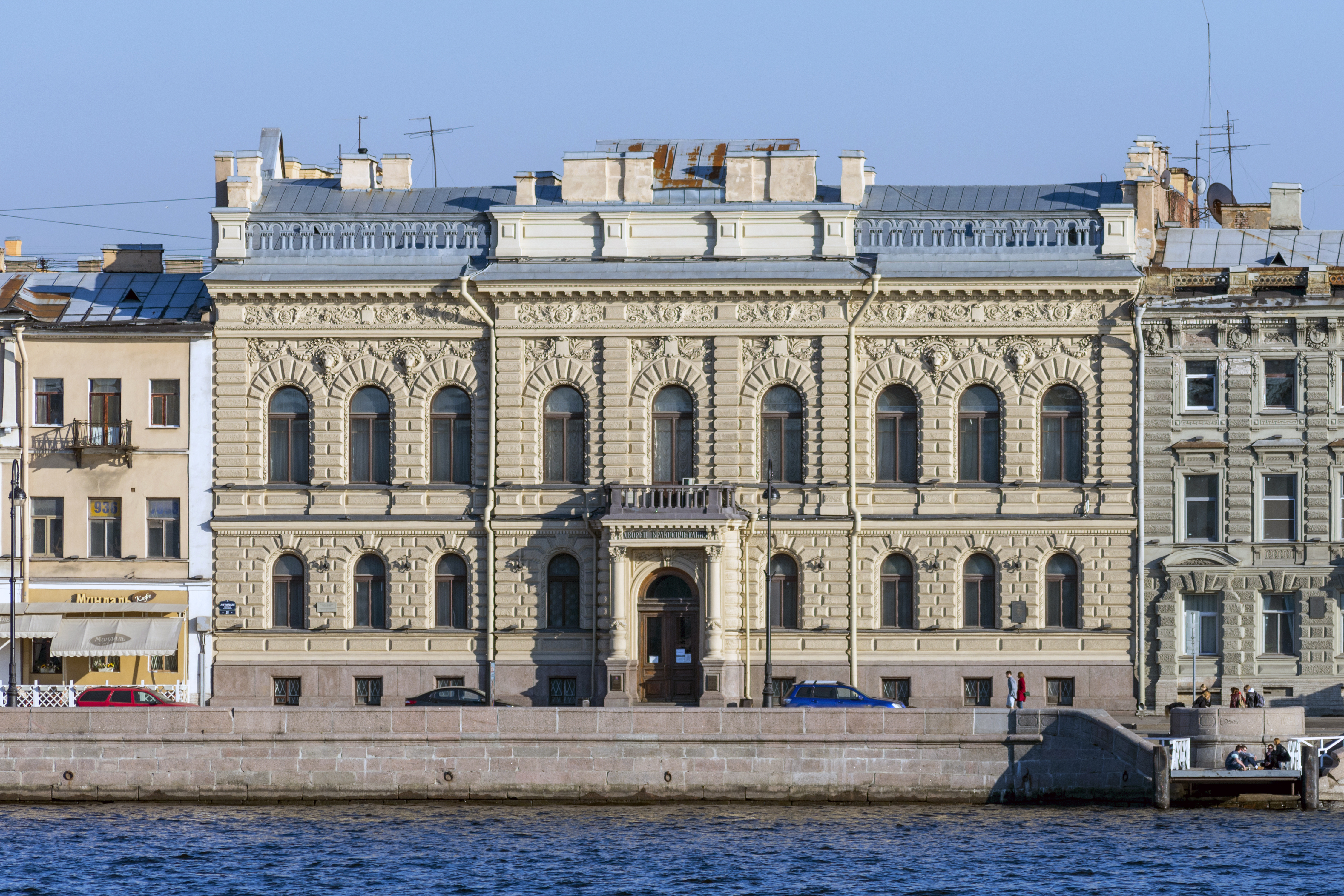
Особняк П. П. фон Дервиза. 1889—1890. Санкт-Петербург, Английская наб., 28
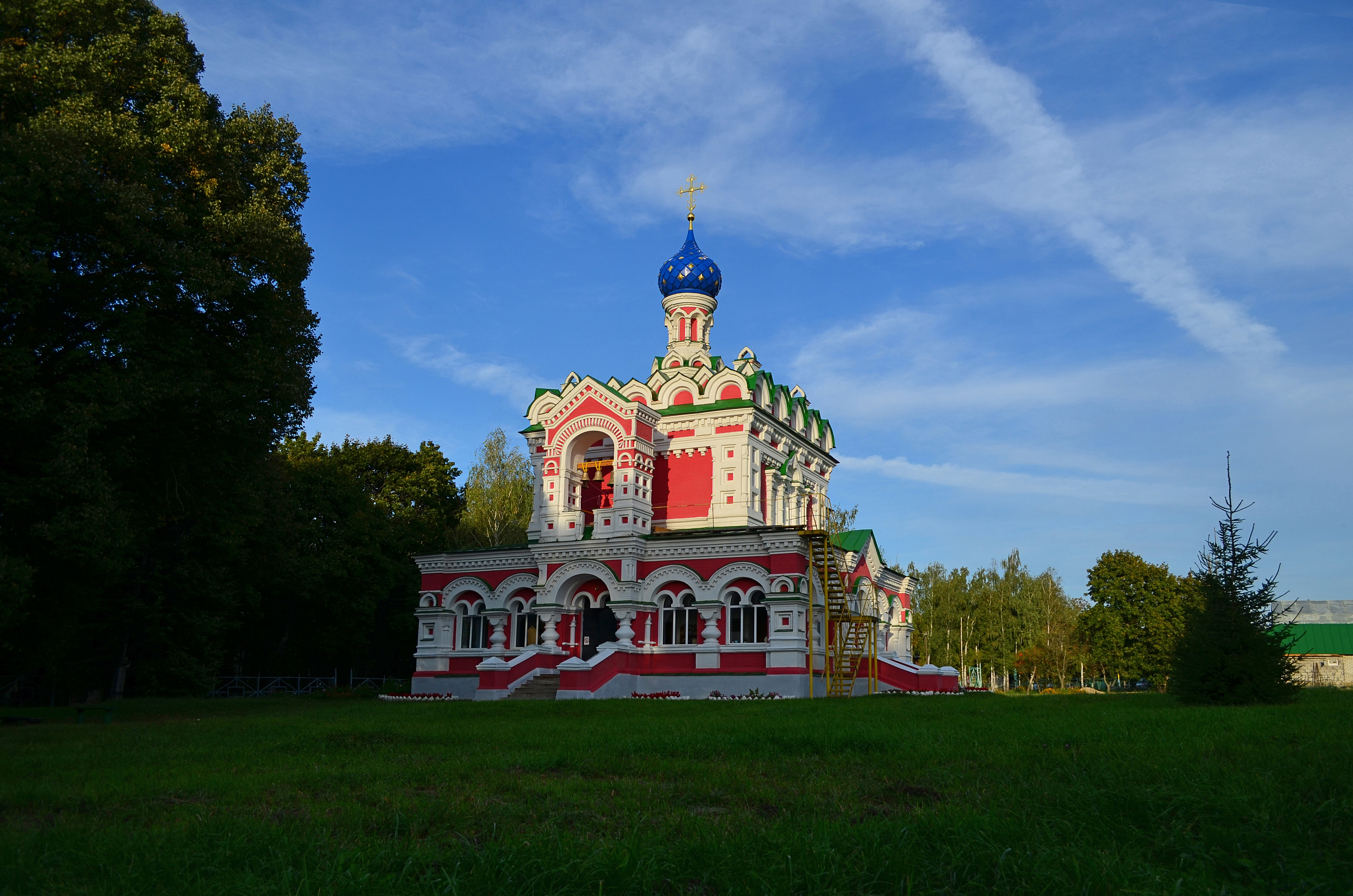
Церковь Петра и Павла в Старожилово. 1892. Рязанская губерния
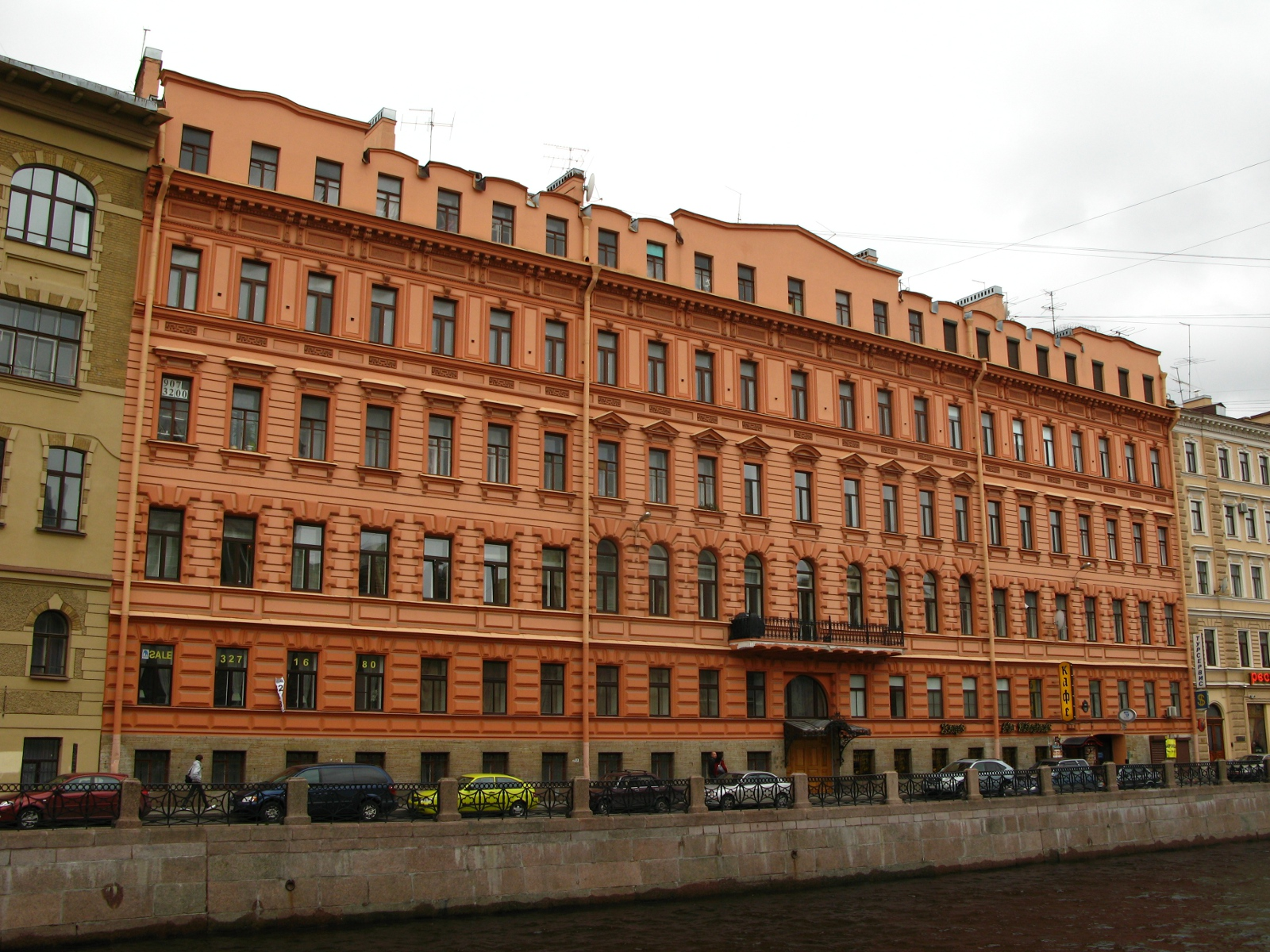
Гостиница Ф. Я. Демута. Надстройка 4-го этажа. 1892. Санкт-Петербург, набережная р. Мойки, 40
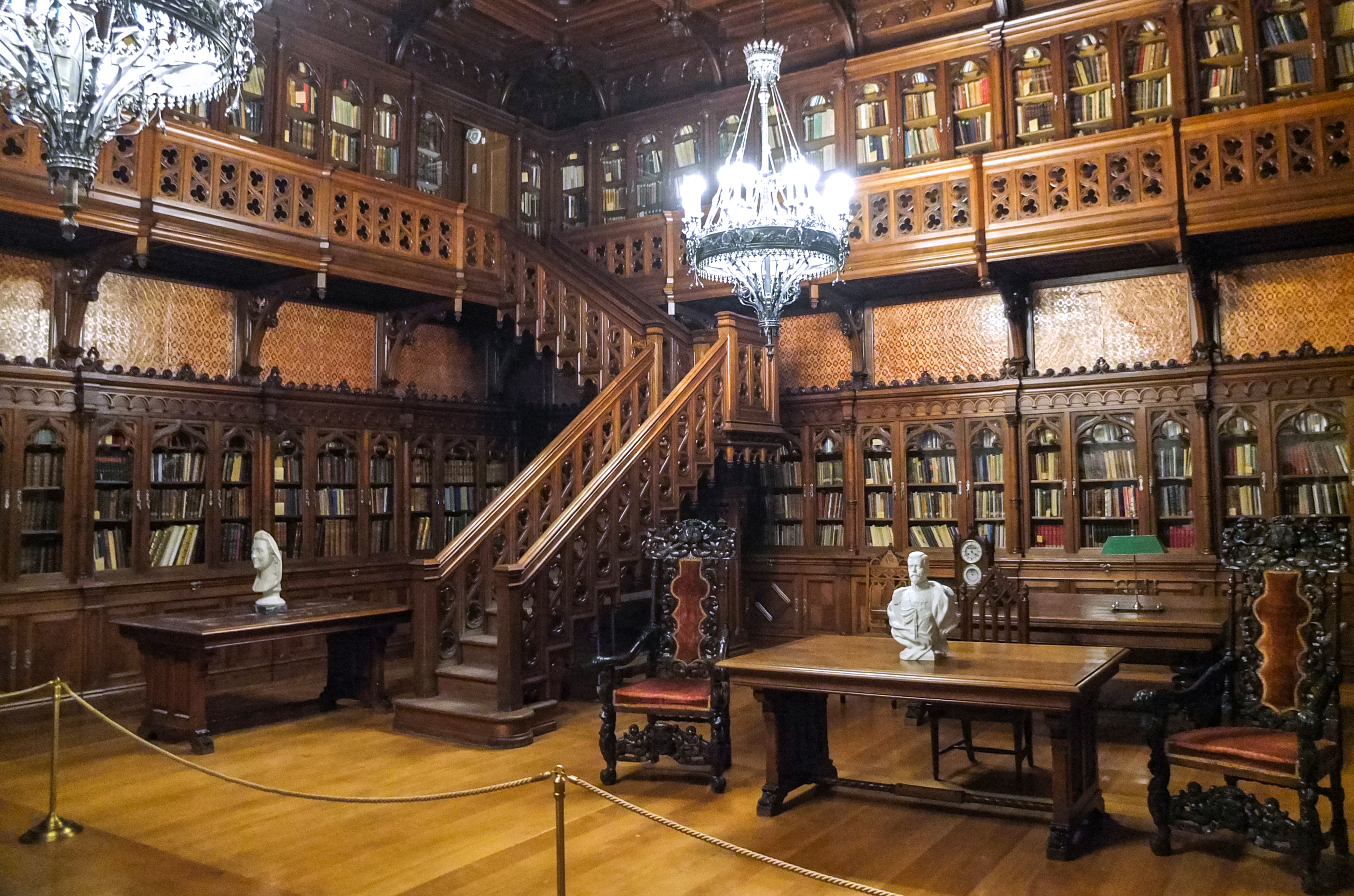
«Готическая библиотека» Николая II в  Зимнем дворце. 1894—1895
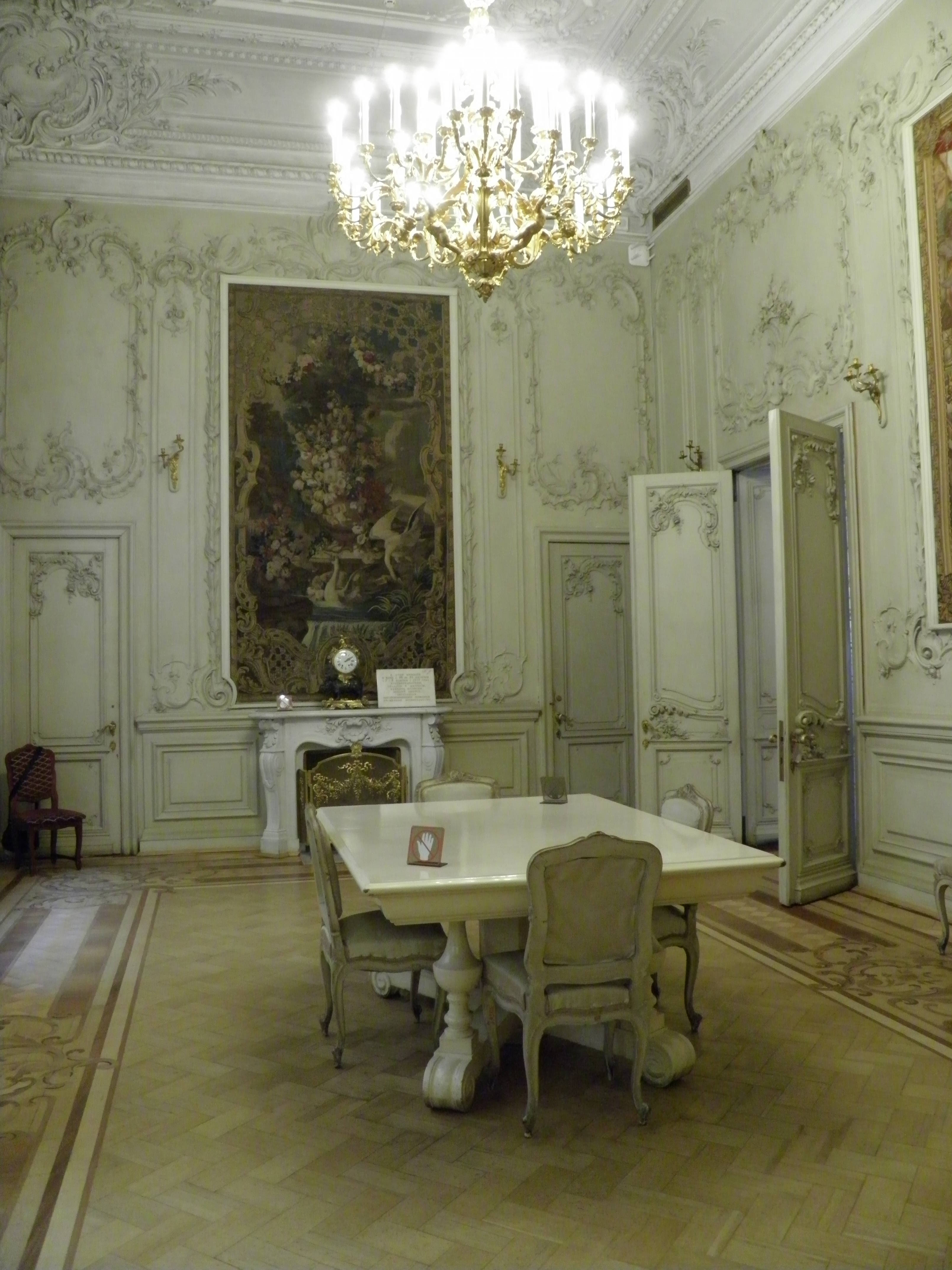
Малая столовая. 1894. Санкт-Петербург, Зимний дворец
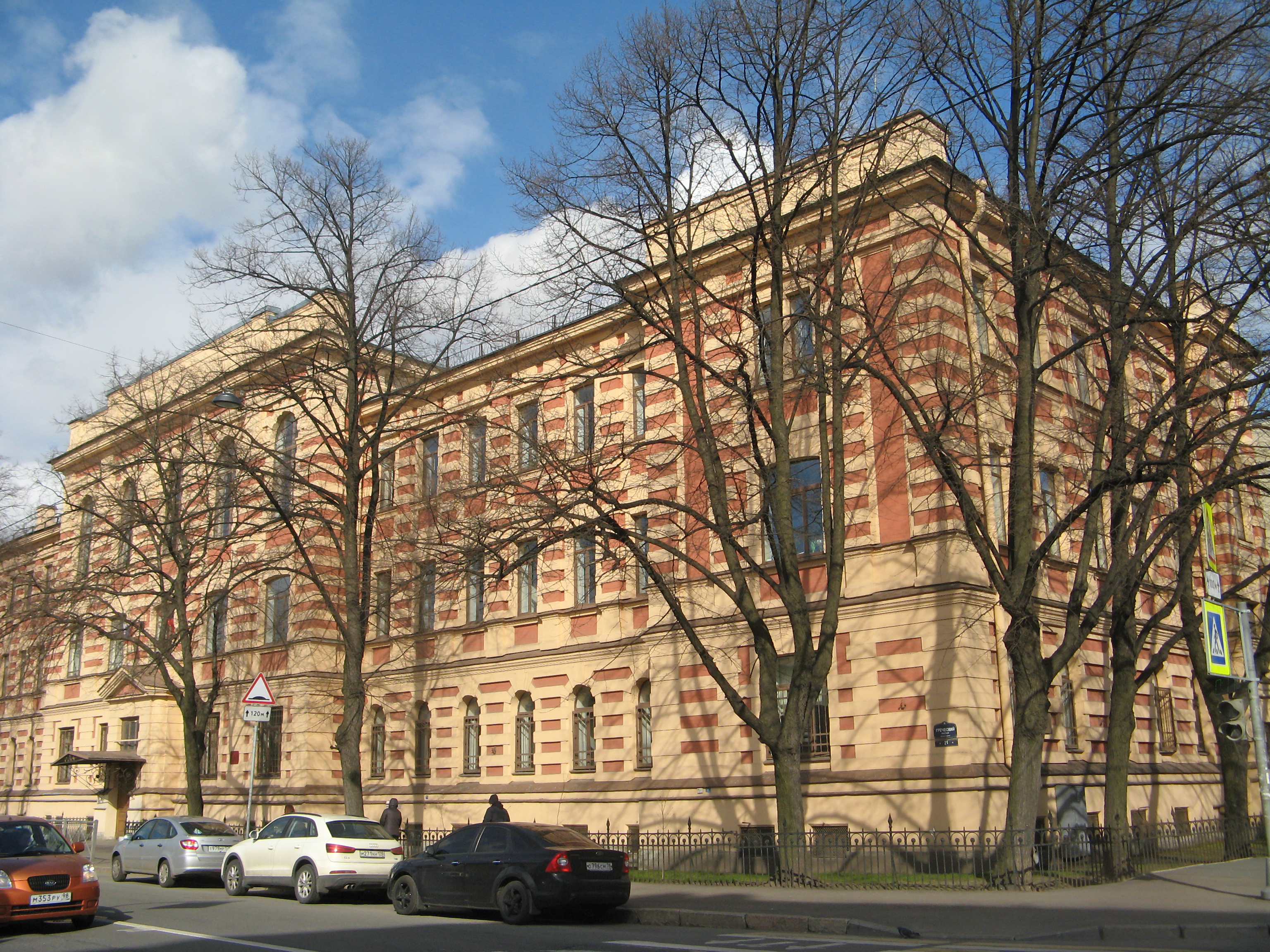
Здание 3-го Реального училища. 1895—1897. Санкт-Петербург, Греческий пр., 21
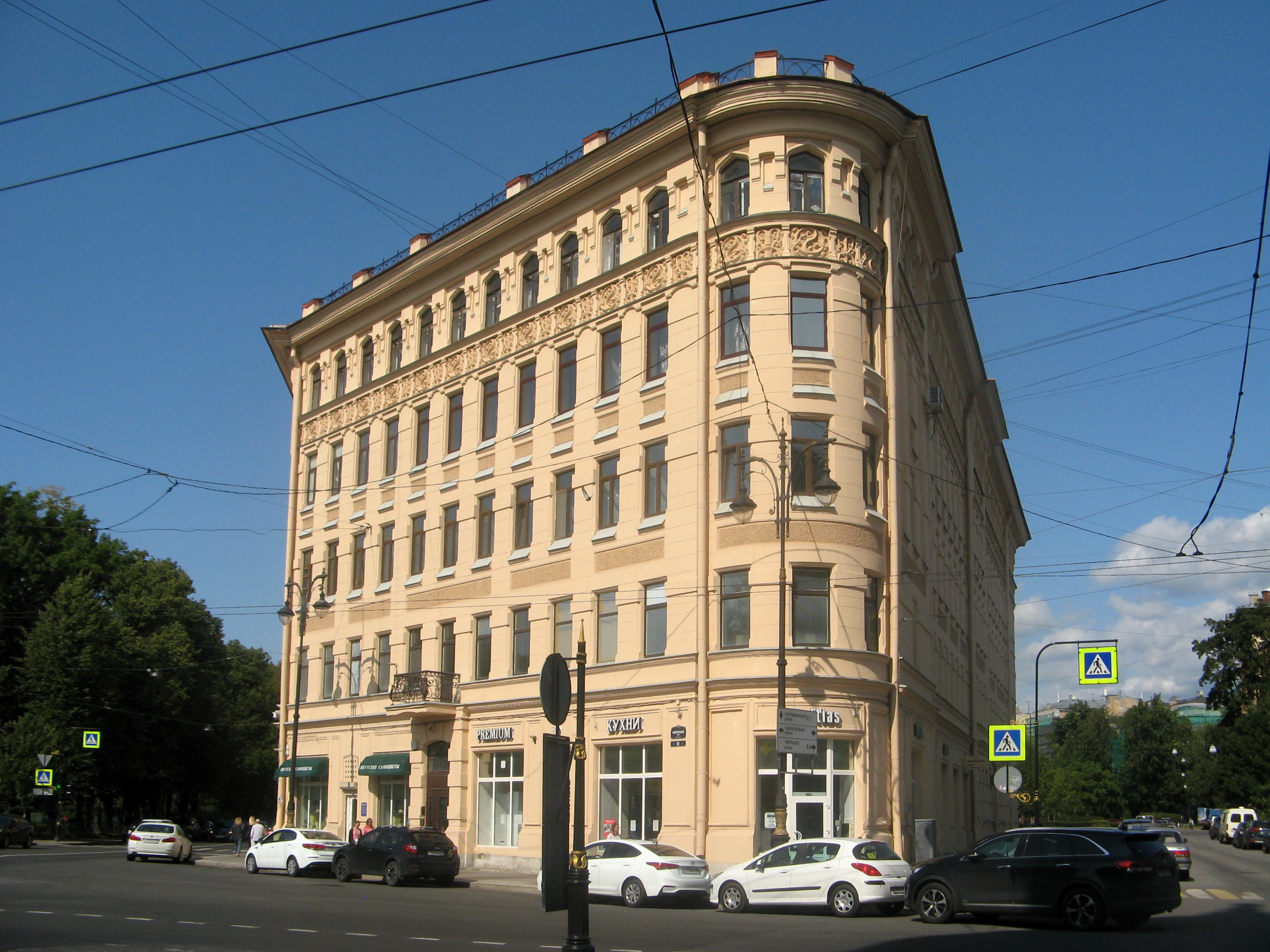
Доходный дом Ведомства учреждений императрицы Марии. 1904—1906. Санкт-Петербург. Таврическая улица, 15

- Смирительный и работный дом. Больница для душевнобольных св. Николая Чудотворца. Мойки наб., 126 — Пряжки наб., 1 (1872—1879)[10][11]
- Часовня при больнице св. Николая Чудотворца для душевнобольных. Пряжки наб., 1 (1876)[12]
- Доходный дом. Пушкинская ул., 11 (1879—1880)
- Доходный дом С. И. Савельева. Марата ул., 70 (1879—1880)[13]
- Доходный дом О. Н. Рукавишниковой. Адмиралтейская наб., 10 — Керченский пер., 2 — Черноморский пер., 7 (1880—1881)[14]
- Здание бань Петровых. Грибоедова наб.к., 78 (1880—1881)[15]
- Доходный дом В. С. Корнилова — правый корпус (перестройка и расширение). Моховая ул., 27—29 (1882)
- 2-й дом Общества дешёвых квартир для нуждающегося населения столицы. 2-я Красноармейская ул., 8 — Егорова ул., 5 — 3-я Красноармейская ул., 7 (1882—1883)[16]
- Здание мужской больницы Свято-Троицкой общины сестер милосердия. Дегтярная ул., 3 — 2-я Советская ул., 16 (левая часть); 3-я Советская ул., 13 (правая часть) (1882—1884)
- Здания Высших женских (Бестужевских) курсов — двор. 10-я линия ВО, 31, 33—35 (1884—1885, 1894—1895, 1898—1900)[17][18][19]
- Калинкинская женская больница. Амбулаторный корпус с аптекой. Рижский пр., 43 — Либавский пер., 5А (1887—1888)[20]
- Здание женской профессиональной школы С. П. фон Дервиза. Мира ул., 8 (1888—1889)[21]
- Особняк П. П. фон Дервиза. Английская наб., 28 — Галерная ул., 27 (1889—1890)[22][23]
- Дома В. Н. фон Дервиз. Флигель общественной столовой. Средний пр. ВО, 48Б — 12-я линия ВО, 25Б1 (1889—1891)[24]
- Народный дом В. Н. фон Дервиз (дворовый корпус). Средний пр. ВО, 48 (1890-е)[25]
- Надгробный памятник М. Е. Салтыкова-Щедрина на Волковском кладбище. Расстанная ул., 30. Литераторские мостки (1890)
- Здание общественной столовой В. Н. фон Дервиз. 12-я линия ВО, 25 (1891)[26]
- Дом дешёвых квартир и здание народной аудитории В. Н. фон Дервиз — левая часть. Средний пр. ВО, 48 — 12-я линия ВО, 27Б (1891—1892, 1897—1898)[27]
- Бараки им. Е. Г. Степановой при Петропавловской больнице — левая часть. Карповки наб., 4 (1891—1893)
- Доходный дом. 8-я Советская ул., 50 (1892)[28]
- Доходный дом П. П. фон Дервиза (перестройка). Мойки наб., 40 — Большая Конюшенная ул., 27 (1892—1894, 1898)
- Собственный доходный дом архитектора А. Ф. Красовского. Мичуринская ул., 6 (1892, 1906)[29]
- Здание Химической лаборатории Санкт-Петербургского университета — двор. Университетская наб., 7-11к2 — Университет, 26 (1893—1894)[30]
- Отделка помещений северо-западной части Зимнего дворца. Дворцовая наб., 36 (1894—1896)
- Здание 3-го реального училища. Греческий пр., 21 — 6-я Советская ул., 2 — 7-я Советская ул., 1 (1895—1897)[31]
- Производственное здание. 17-я линия ВО, 52 (1896)
- Эрмитажный театр (внутренняя реконструкция). Дворцовая наб., 32 (1896—1897)
- Доходный дом. Басков пер., 27 (1897)[32]
- Доходный дом А. И. Верещагина. Рижский пр., 10 (1899)[33]
- Доходный дом М. Д. Корнилова. 14-я линия ВО, 45 (1901—1902)[34]
- Доходный дом Ведомства учреждений императрицы Марии. Смольный пр., 6 (1901—1903)[35]
- Флигель Общества вспоможения бедным при Андреевском соборе (двор). 14-я линия ВО, 29 (1902)
- Свято-Духовская церковь на Спасо-Преображенском кладбище Фарфорового завода. Бабушкина ул., 67 (1902—1912)[36]
- Доходный дом Ведомства учреждений императрицы Марии. Кавалергардская ул., 12 (1904—1905)[37]
- Доходный дом Ведомства учреждений императрицы Марии. Таврическая ул., 15 — Кирочная ул., 52 (1904—1906)[38]
- Жилой дом. 16-я линия ВО, 53 (1909)[39]
- Доходный дом. Верейская ул., 46 (1910—1911)[40]

## Адреса
- Санкт-Петербург, Миллионная ул., 30; Малая Дворянская ул., 6 (домовладелец)[41].